# Comitas
Comitas är ett släkte av snäckor. Comitas ingår i familjen Turridae.
Kladogram enligt Catalogue of Life:
| Comitas | \| \| Comitas onokeana \| \| \| \| \| \| Comitas trailli \| \| \| \| |
|         | \| \| Comitas onokeana \| \| \| \| \| \| Comitas trailli \| \| \| \| |
|         | Comitas onokeana                                                     |
|         |                                                                      |
|         | Comitas trailli                                                      |
|         |                                                                      |

## Bildgalleri

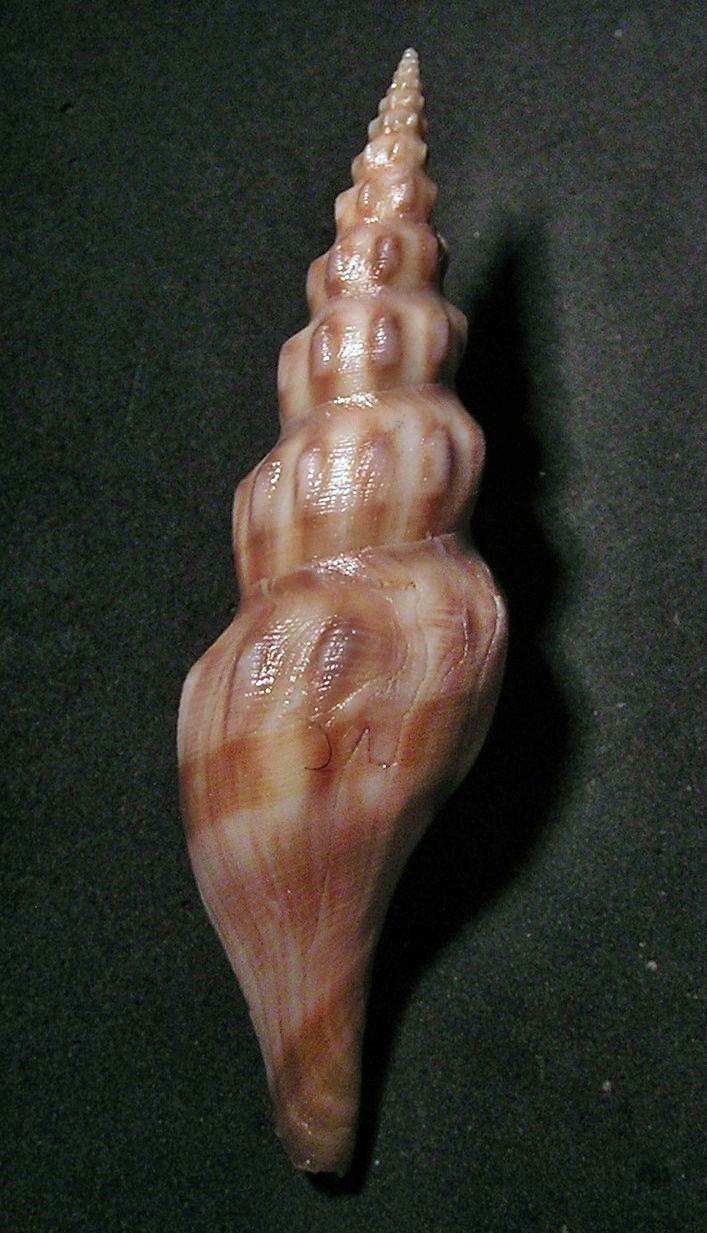
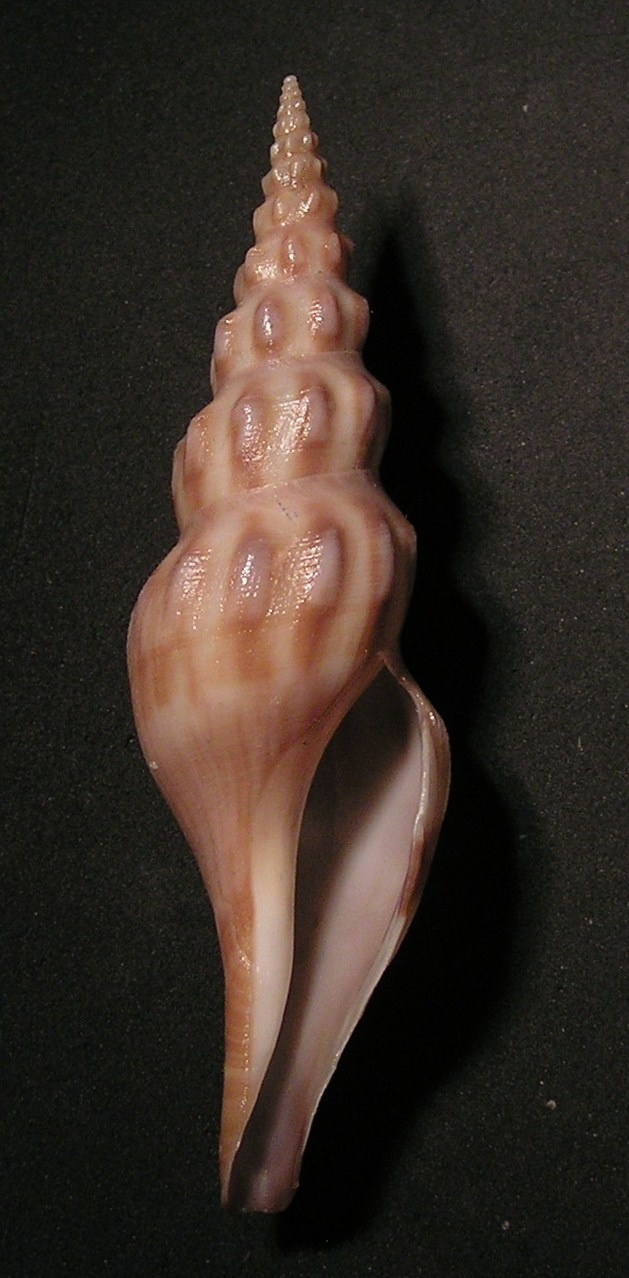